# Narodni muzej, Bejrut
Narodni muzej v Bejrutu (arabsko متحف بيروت الوطنيّ, Matḥaf Bayrūt al-waṭanī ali francosko Musée national de Beyrouth) je glavni arheološki muzej v Libanonu. Zbiranje se je začelo po prvi svetovni vojni, muzej pa je bil uradno odprt leta 1942. Muzej ima zbirke s približno 100.000 predmeti, od katerih so večinoma starine in srednjeveške najdbe iz izkopavanj, ki jih izvaja Generalni direktorat za starine. Razstavljenih je približno 1300 artefaktov, ki segajo od prazgodovine do srednjeveškega mameluškega obdobja.
Med libanonsko državljansko vojno leta 1975 je muzej stal na frontni črti, ki je ločevala sprti strani. Egiptovska stavba muzeja in njena zbirka sta med vojno utrpeli veliko škodo, vendar so večino artefaktov rešili s preventivnimi ukrepi v zadnjem trenutku.
Danes je Narodni muzej v Bejrutu po veliki prenovi ponovno pridobil svoj nekdanji položaj, zlasti kot vodilni zbiralec starodavnih feničanskih predmetov.

## Zgodovina

### Izvor
Leta 1919 je bila majhna skupina antičnih artefaktov, ki jih je zbral Raymond Weill, francoski častnik, stacioniran v Libanonu, razstavljena v začasnem muzeju v stavbi Kaiserswerth Deaconeses na ulici Georges Picot v Bejrutu. Medtem je predhodnik službe za arheologijo in likovno umetnost začel zbirati predmete iz regije okoli Bejruta. Začetna zbirka se je hitro razširila pod zaporednimi direktorji antike z dodatkom najdb iz izkopavanj, ki sta jih vodila dr. Georges Contenau v Saidi in Ernest Renan v Saidi, Tiru in Biblosu. Donacije zasebnih zbirk so vključevale zbirko kovancev Henryja Seyriga, generala Weyganda leta 1925 in Georgea Alfreda Forda, direktorja Ameriške misijonske šole v Sidonu, posmrtno leta 1930.

### Fundacija
Leta 1923 je bil ustanovljen »Odbor prijateljev muzeja«, ki ga je vodil Bechara El Khoury, takratni predsednik vlade in minister za izobraževanje in likovno umetnost, da bi zbral sredstva za izgradnjo nacionalnega muzeja. Ustanovni odbor je sestavljal: Alfred Sursok, Marios Hanimoglo, Albert Bassoul, Omar Daouk, Kamil Eddeh, Ali Jumblat, Henry Pharaoun, George Faissy, Assad Younes, Hassan Makhzoumi, Joseph Farahi, George Korom, Jean Debs, Wafik Beydoun in Jack Tabet. Odbor je sprejel načrte, ki sta jih predstavila arhitekta Antoine Nahas in Pierre Leprince-Ringuet. Gradnja se je začela leta 1930 na zemljišču, ki ga je podarila občina v bližini bejrutskega hipodroma, in je bila dokončana leta 1937. Odprtje muzeja je bilo načrtovano za leto 1938, vendar je bilo prestavljeno zaradi političnih razmer pred drugo svetovno vojno. Narodni muzej v Bejrutu je 27. maja 1942 končno odprl predsednik Alfred Naqqache. Do leta 1928 je bilo ohranjanje Libanonskega narodnega muzeja v rokah Charlesa Virolleauda, direktorja službe za starine, in Philippa de Tarazzija, libanonskega konservatorja Narodne knjižnice. Zbirka je še naprej rasla pod vodstvom Mira Mauricea Chehaba, glavnega kustosa 33 let, do začetka libanonske državljanske vojne leta 1975.

### Zapiranje in opustošenje
Leta 1975, ko je izbruhnila libanonska vojna, je bil Bejrut razdeljen na dve nasprotujoči si območji. Narodni muzej in generalni direktorat za starine sta bila na demarkacijski črti, znani kot Muzejska aleja, ki je ločevala vojskujoče se milice in vojske. Razmere v neposredni bližini muzeja so se hitro poslabšale, saj je muzej prenašal granatiranje in bombardiranje in je bil spremenjen v vojašnico za borce. Muzejska aleja je postala kontrolna točka pod nadzorom različnih libanonskih milic ali sirske ali izraelske vojske, ki so odpirale in zapirale cesto pod kratkotrajnimi premirji. Oblasti so se odločile muzej zapreti. Prve zaščitne ukrepe v muzeju sta sprožila Mir Maurice Chehab in njegova žena med izmeničnimi prepiri in trenutki premirja. Ranljive majhne artefakte so odstranili iz vitrin in jih skrili v skladišča v kleti, ki so jo nato zazidali in prepovedali vsakršen dostop do spodnjih nadstropij. V pritličju so mozaiki, ki so bili vgrajeni v tla, prekriti s plastjo betona. Kipi in sarkofage so bili zaščiteni z vrečami peska. Ko so bile razmere leta 1982 najhujše, so bili težji artefakti obdani z lesom in betonom.
Ko je bilo leta 1991 razglašeno dokončno premirje, sta bila muzej in generalni direktorat za starine v stanju skoraj uničenja. Muzej je zalila deževnica, zunanja fasada pa je bila močno zaznamovana s streli in kraterji granat. Miličniki, ki so zasedli prostore, so notranje stene prekrili z grafiti. Zelo resno je bilo tudi stanje muzejske zbirke: drobni predmeti so bili več kot petnajst let v shrambah v popolnoma neprimernem okolju. Narodni muzej je bil zgrajen na visoki podzemni vodi, kar je povzročilo nevarno povečanje vlažnosti in zbiranje vode v skladiščih. Veliki kamniti artefakti so bili puščeni v zasilnih ohišjih brez prezračevanja, na spodnjih robovih kamnitih spomenikov pa so bile vidne sledi korozije zaradi soli. Krilo ob generalnem direktoratu za starine so uničile granate, ki so sprožile požar in uničile dokumente, kot so zemljevidi, fotografije in zapisi, pa tudi 45 škatel z arheološkimi predmeti. Vsa laboratorijska oprema je bila izgubljena. Med vojno so bili nekateri predmeti izropani in so zdaj razstavljeni v turških muzejih, drugi pa so bili prodani na dražbi. Ironično je, da so jih ukradli iz zunanjih trgovin, predvsem v Biblosu in Sidonu, kjer so jih hranili, da bi se izognili poškodbam in plenjenju.

### Ponovno odprtje in prenova
Prvi načrti za obnovo narodlnega muzeja so prišli leta 1992 od Michela Eddeja, takratnega ministra za kulturo in visoko šolstvo. Predlog, da bi porušili betonske zidove, ki so ščitili nacionalno bogastvo, je zavrnila generalna direktorica za starine Camille Asmar, saj muzej še vedno ni imel vrat ali oken, ki bi preprečila nadaljnje ropanje. Ghassan Tueni je podaril sredstva za ogromna nova glavna vrata muzeja. Ko so bila vgrajena vrata in okna, je padla odločitev, da se poruši betonski zid, ki je varoval vhod v klet. Restavratorska dela so se začela leta 1995 in so se osredotočila na samo stavbo ter na popis in restavriranje zbirke. Muzej je uradno odprl 25. novembra 1997 takratni predsednik Elias Hrawi, vendar so bili dostopni le deli pritličja in kleti, saj je bil preostali del stavbe še vedno v popravilu in so bile potrebne pomembne spremembe, da bi izpolnile zahteve sodobne muzeologije. Muzej je bil ponovno zaprt za javnost julija 1998 zaradi obnovitvenih del. 8. oktobra 1999 je muzej ponovno odprl svoja vrata za javnost pod pokroviteljstvom predsednika Emile Lahouda.
Sanacije Narodnega muzeja so se lotili Ministrstvo za kulturo, Generalni direktorat za starine in Fundacija za nacionalno dediščino po načrtih francoskega arhitekta, urbanista in oblikovalca Jean-Michela Wilmotta. Leta 1999 je libanonska vlada začela obsežno kampanjo za vrnitev starin, ki so bile ukradene ali prodane med državljansko vojno. Veliko artefaktov je bilo najdenih v skladiščih ali zasebnih domovih, saj libanonska zakonodaja narekuje, da vsak predmet, starejši od 300 let, pripada državi. Leta 2011 je bil restavratorski laboratorij v pritličju preseljen in nova razstavna dvorana, poimenovana po princu Mauriceu Chehabu, je bila odprta za javnost.

### Ponovno odprtje kleti
Odprtje podzemne galerije je bilo načrtovano za november 2010, vendar je bilo odloženo zaradi tehničnih in finančnih težav. Restavratorska dela za 700 kvadratnih metrov nadstropje so se začela leta 2014 na pobudo libanonskega ministra za kulturo Ronyja Araijija in so bila izvedena s finančno in tehnično podporo italijanske vlade, ki je za projekt zagotovila 1,2 milijona evrov. Klet je bila končno ponovno odprta 7. oktobra 2016 z uradno slovesnostjo, ki sta jo vodila Tammam Salam, libanonski premier in italijanski minister za zunanje zadeve in mednarodno sodelovanje Paolo Gentiloni.
Kletna zbirka prikazuje pogrebno umetnost in prakse, začenši s predmeti iz prazgodovine do osmanskega obdobja. Vrhunci zbirke vključujejo 31 feničanskih antropomorfnih sarkofagov iz Fordove zbirke, fresko, ki prikazuje Marijo, Jezusovo mater, iz l. 240 n. št. in za katero se verjame, da je ena najstarejših odkritih upodobitev Marije na svetu. Drugi omembe vredni artefakti so naravno ohranjene maronitske mumije v jami Assi el Hadath v dolini Qadiša in grobnica iz Tira s freskami.
Kljub težavam s političnim nasiljem in civilnimi nemiri so libanonski muzeji promovirali nacionalno identiteto in kulturno dediščino.

## Arhitektura
Muzej sta arhitekta Antoine Nahas in Pierre Leprince-Ringuet zasnovala v francoski arhitekturi egipčanskega preporoda, zgradili pa so ga z libanonskim oker apnencem. Obsega klet, pritličje, medetažo in teraso; osrednji blok je pokrit s stekleno streho, nad medetažo, ki daje naravno svetlobo nad glavo.
Celotno območje je približno 5500 kvadratnih metrov, razstavna površina pa skupaj 6000 kvadratnih metrov. Neposredno sosednje muzejske priloge in upravni uradi zavzemajo približno 1000 kvadratnih metrov.
K ohranjanju kulturne dediščine so veliko pripomogli krajinski arhitekti, ki so si prizadevali vključiti zgodovinske znamenitosti v načrtovanje javnih površin in zagotoviti sveže načine medsebojne interakcije prebivalcev, prav tako bistvenega pomena za ohranjanje njene identitete, zlasti v muzejih.

## Galerija
- Nekateri artefakti v muzeju
- V muzeju so razstavljene starodavne grobnice
- Stran muzeja
- Kip
- Glavna dvorana